# عرامية الديوان
قرية عرامية الديوان هي إحدى القرى التابعة لمركز القوصية في محافظة أسيوط في جمهورية مصر العربية. حسب إحصاءات سنة 2006، بلغ إجمالي السكان في عرامية الديوان 1575 نسمة، منهم 794 رجل و781 امرأة.